# 上海市人民政府参事室
上海市人民政府参事室簡稱上海市政府参事室，是上海市人民政府的咨询机构（参事室），負責对上海有关法律、法规草案提出意见和建议。1978年後，史說、李昌道、白同朔、鄭祖康、王新奎、姜平、莫負春等人先後出任上海市政府参事室主任。

## 歷史
1949年，毛泽东给邓小平、陈毅、饶漱石发去电报，要求上海解放之后应设立参议室。1950年10月，《上海市人民政府暂行组织条例》提到要设置参事室。
1951年2月16日，上海市政府参事室成立。1951年3月，上海市市长陈毅任命了上海市人民政府的首批4位（一說18位）参事。1966年10月，受文化大革命影响，上海市政府参事室停止工作。
1978年10月16日，上海市政府参事室恢复，並且与上海市文史馆合署办公，而且為两块牌子、一个机构。1984年1月12日，上海市政府参事室恢復独立編制。
2000年，上海市政府参事室成為上海市政府部门管理机构。2009年，上海市政府参事室成为受上海市人民政府办公厅管理的行政机构。 

## 办公地点
1951-1955，上海公共租界工部局大楼；
1955-1960，汇丰银行大楼；
1960-1966，上海公共租界工部局大楼；
1966-1978，宝庆路22号；
1978-1980，上海丽都花园；
1980-1993，思南路41号华拉斯住宅；
1993-2015，新汇丰大楼
2015年-，巨鹿路845弄1号